# Episodi di Colony (seconda stagione)
La seconda stagione della serie televisiva Colony, composta da 13 episodi, è stata trasmessa negli Stati Uniti su USA Network dal 12 gennaio al 6 aprile 2017.
In Italia, dal 14 gennaio 2019 è disponibile l'intera stagione su Netflix.
| n° | Titolo originale     | Titolo italiano           | Prima TV USA     | Prima TV Italia |
| -- | -------------------- | ------------------------- | ---------------- | --------------- |
| 1  | Eleven.Thirteen      | Undici.tredici            | 12 gennaio 2017  | 14 gennaio 2019 |
| 2  | Somewhere Out There  | Là fuori da qualche parte | 19 gennaio 2017  | 14 gennaio 2019 |
| 3  | Sublimation          | Sublimazione              | 26 gennaio 2017  | 14 gennaio 2019 |
| 4  | Panopticon           | Panopticon                | 2 febbraio 2017  | 14 gennaio 2019 |
| 5  | Company Man          | Un impiegato leale        | 9 febbraio 2017  | 14 gennaio 2019 |
| 6  | Fallout              | Conseguenze               | 16 febbraio 2017 | 14 gennaio 2019 |
| 7  | Free Radicals        | In nome della libertà     | 23 febbraio 2017 | 14 gennaio 2019 |
| 8  | Good Intentions      | Buone intenzioni          | 2 marzo 2017     | 14 gennaio 2019 |
| 9  | Tamam Shud           | Tamam Shud                | 9 marzo 2017     | 14 gennaio 2019 |
| 10 | The Garden of Beasts | Il giardino delle bestie  | 16 marzo 2017    | 14 gennaio 2019 |
| 11 | Lost Boy             | Il ragazzo perduto        | 23 marzo 2017    | 14 gennaio 2019 |
| 12 | Seppuku              | Harakiri                  | 30 marzo 2017    | 14 gennaio 2019 |
| 13 | Ronin                | Ronin                     | 6 aprile 2017    | 14 gennaio 2019 |